# Arachnion bovista
Arachnion bovista är en svampart som beskrevs av Mont. 1834. Arachnion bovista ingår i släktet Arachnion och familjen Agaricaceae.   Inga underarter finns listade i Catalogue of Life.